# 小松プロモーション
有限会社小松プロモーションは、日本の芸能事務所。所在地は千葉県松戸市。

## 概要
小澤音楽事務所やライムライトなどに所属していた小松吉雄がロス・インディオス、北原ミレイ、麻丘めぐみ、星セント・ルイス、ゆーとぴあ、カージナルス、欧陽菲菲、にしきのあきらなどのマネージャーを経て、1988年に旗揚げする。

## 所属タレント
- キラー・カン
- リチャード・フォーチュン
- 石原信一
- チャンプラーズ
- 秋湖太郎
- イエス玉川

## 過去の所属タレント
- 尾崎紀世彦
- 西崎みどり
- 桑江知子
- ロス・インディオス（公式サイトには名前が残っているが、現在はアプローズに所属）
- 玉川カルテット（現在はファミリーアーツに所属）